# امیرمعزز گروسی
علی‌اشرف خان گروسی (زاده بیجار گروس – درگذشته ؟) ملقب به امیرمعزز گروسی حاکم شهرها و ولایت‌های : اصفهان، کاشان، گروس، اردبیل و کردستان در دوره قاجار بود. او در دوره زمامداری محمدعلی شاه قاجار در زمان استبداد صغیر حاکم اردبیل بود و از مخالفان سرسخت مشروطه خواهان بود.
احمد کسروی او را پدر بزرگ دریابان غلامعلی بایندر و یدالله بایندر می‌داند، اما اسماعیل رائین علی‌اشرف خان را عموی بایندر می‌داند و از علی‌اکبرخان گروسی معروف به دبیر دربار به‌عنوان پدر او نام برده است.